# Rhammatopoda opilionoides
Rhammatopoda opilionoides är en insektsart som beskrevs av Ludwig Redtenbacher 1892. Rhammatopoda opilionoides ingår i släktet Rhammatopoda och familjen vårtbitare. Inga underarter finns listade i Catalogue of Life.